# Garde-côtes du Japon
Les garde-côtes du Japon (海上保安庁, kaijō hoan-chō, en anglais Japan Coast Guard), appelés jusqu'en 2000 l'agence de sécurité maritime du Japon (Maritime Safety Agency), sont l'une des plus importantes agences de garde-côtes du monde. Composante des moyens navals du Japon, ils dépendent du ministère du Territoire, des Infrastructures, des Transports et du Tourisme japonais à Tōkyō où se trouve leur quartier-général.

## Organisation

Carte des onze régions administratives de la garde côtière.

Les garde-côtes sont une agence civile dont le quartier général se trouve dans le ministère à Tokyo est organisée, en 2007, en onze districts, 65 bureaux, 25 détachements, 52 stations, quatorze stations aériennes, onze centres de communications de district. Elle dispose de quatre observatoires hydrographiques et 132 bureaux d'aides à la navigation.
- 1er quartier-général des garde-côtes : Otaru (incluant les îles Kouriles disputées à la Russie)
- 2e quartier-général des garde-côtes : Shiogama
- 3e quartier-général des garde-côtes : Yokohama
- 4e quartier-général des garde-côtes : Nagoya
- 5e quartier-général des garde-côtes : Kōbe
- 6e quartier-général des garde-côtes : Hiroshima
- 7e quartier-général des garde-côtes : Kitakyūshū
- 8e quartier-général des garde-côtes : Maizuru
- 9e quartier-général des garde-côtes : Niigata
- 10e quartier-général des garde-côtes : Kagoshima
- 11e quartier-général des garde-côtes : Naha (incluant les îles Senkaku revendiquées par la Chine)

Elle dispose de sa propre école garde-côtes (海上保安大学校 Kaijō Ho'an Daigakkō) à Kure pour officiers (après l'école secondaire ou l'université et de la promotion) et école de maistrance (海上保安学校 Kaijō Ho'an Gakkō) à Maizuru (après l'école secondaire), Moji (pour les titulaires de qualifications) et Miyagi (formation aéronautique) pour officiers mariniers et formation continue, de deux unités de forces spéciales, la Special Security Team (en) (SST) (特殊警備隊 Tokushu Keibi Tai) et la Special Rescue Team (SRT) (特殊救難隊 Tokushu Kyūnan Tai) et deux musées lui sont consacrés dont le musée des garde-côtes de Yokohama.

## Grades
| Catégories            | Insignes | Japonais                                       | Francais               |
| --------------------- | -------- | ---------------------------------------------- | ---------------------- |
| Officiers généraux    |          | 長官 Chōkan                                    | Amiral                 |
| Officiers généraux    |          | 次長・海上保安監 Jichō et Kaijō-hoan-kan       | Vice-amiral d'escadre  |
| Officiers généraux    |          | 一等海上保安監 (甲) Ittō Kaijō-hoan-kan (Kō)   | Vice-amiral            |
| Officiers généraux    |          | 一等海上保安監 (乙) Ittō Kaijō-hoan-kan (Otsu) | Contre-amiral          |
| Officiers supérieurs  |          | 二等海上保安監 Nitō Kaijō-hoan-kan             | Capitaine de vaisseau  |
| Officiers supérieurs  |          | 三等海上保安監 Santō Kaijō-hoan-kan            | Capitaine de frégate   |
| Officiers supérieurs  |          | 一等海上保安正 Ittō Kaijō-hoan-sei             | Capitaine de corvette  |
| Officiers subalternes |          | 二等海上保安正 Nitō Kaijō-hoan-sei             | Lieutenant de vaisseau |
| Officiers subalternes |          | 三等海上保安正 Santō Kaijō-hoan-sei            | Enseigne de vaisseau   |

| Catégories                           | Insignes | Japonais                                 | Francais              |
| ------------------------------------ | -------- | ---------------------------------------- | --------------------- |
| Officiers mariniers                  |          | 一等海上保安士 Ittō Kaijō-hoan-shi       | Premier maître        |
| Officiers mariniers                  |          | 二等海上保安士 Nitō Kaijō-hoan-shi       | Second maître         |
| Officiers mariniers                  |          | 三等海上保安士 Santō Kaijō-hoan-shi      | Quartier-Maître       |
| Équipage (Non utilisée, depuis 1992) |          | 一等海上保安士補 Ittō Kaijō-hoan-shi-ho  | Matelot de 1re classe |
| Équipage (Non utilisée, depuis 1992) |          | 二等海上保安士補 Nitō Kaijō-hoan-shi-ho  | Matelot de 2e classe  |
| Équipage (Non utilisée, depuis 1992) |          | 三等海上保安士補 Santō Kaijō-hoan-shi-ho | Mousse                |

## Historique

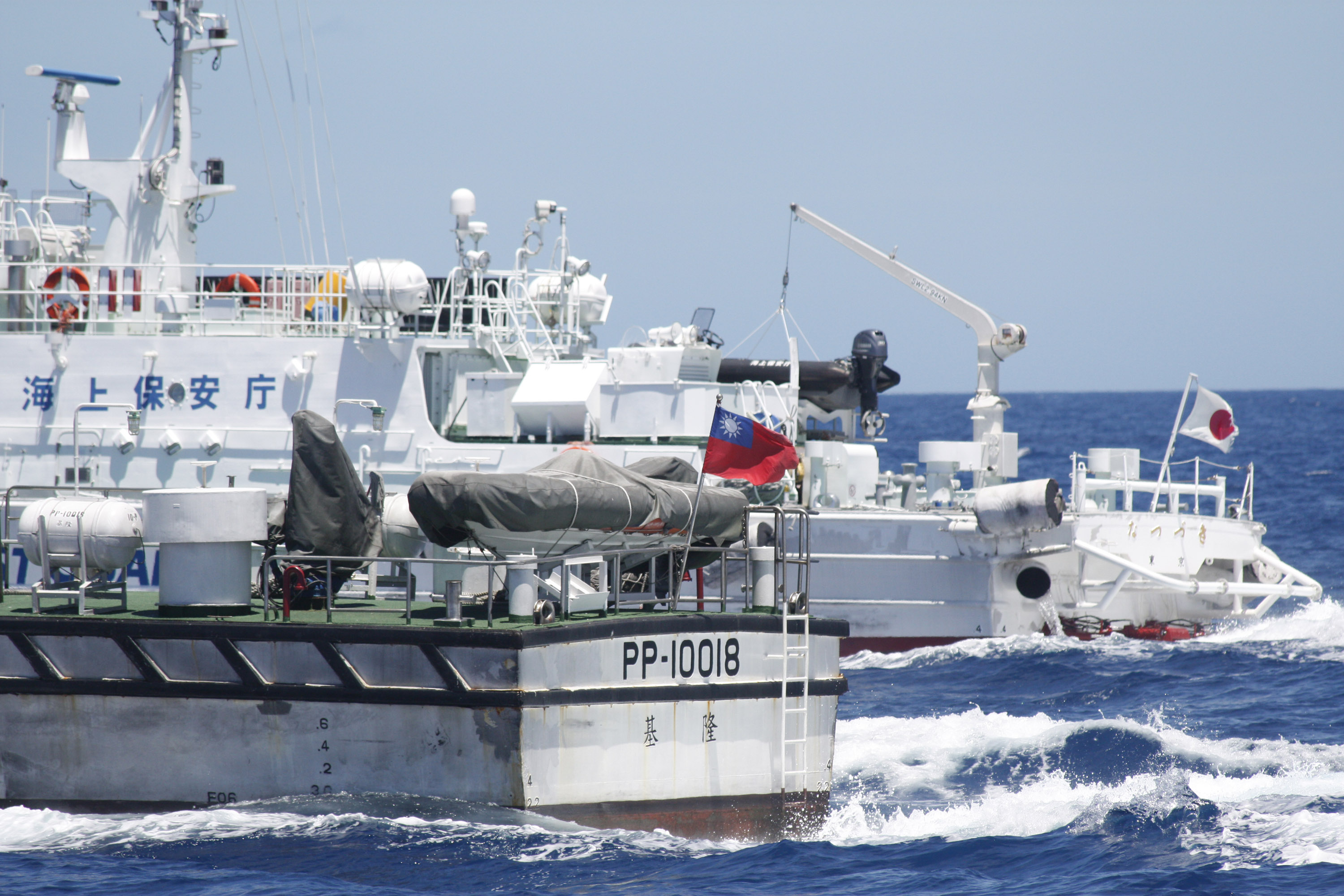
Navires des garde-côtes japonais et taïwanais le 4 juillet 2012 dans les eaux des îles Senkaku.

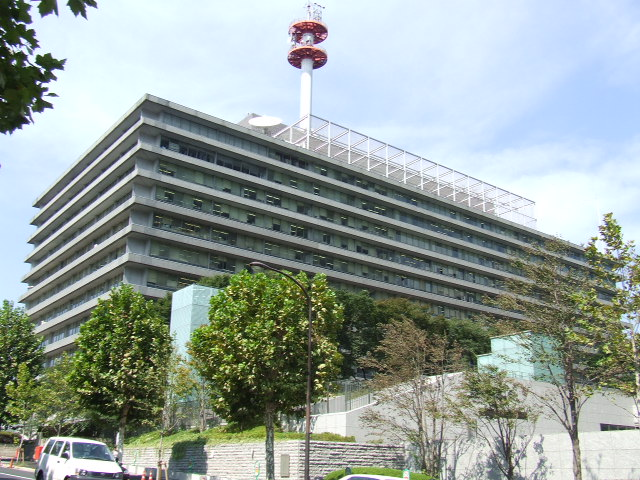
Bâtiment commun no 3 du Gouvernement central, qui abrite notamment le QG de la garde côtière.

Elle est créée le 1er mai 1948 sous le nom d'agence de sûreté maritime (Maritime Safety Agency) et prend son nom actuel en 2000.
En 1952, la Force de sûreté côtière est mise sur pied par l’agence de sûreté maritime, incorporant les dragueurs de mines et d’autres navires militaires, pour l’essentiel des destroyers, cédés par les États-Unis.
En 1954, la Force de sûreté côtière est divisée et donne naissance à la Force maritime d'autodéfense japonaise, branche navale des Forces japonaises d'autodéfense, à la suite du vote de la loi de 1954 sur les forces d’autodéfense.
Elle a déployé des chasseurs de mines pendant la guerre de Corée sous le pavillon des Nations unies.
Durant les années 1970, elle a connu une grande expansion et est depuis le début des années 1980 l'une des plus importantes flottes de garde-côtes du monde.
Cette organisation a effectué la première bataille navale du Japon depuis 1945 en coulant un navire nord-coréen en 2001 lors du combat d'Amami-Ōshima.
Elle est en première ligne lors des litiges territoriaux dont le conflit territorial des îles Senkaku.

## Moyens

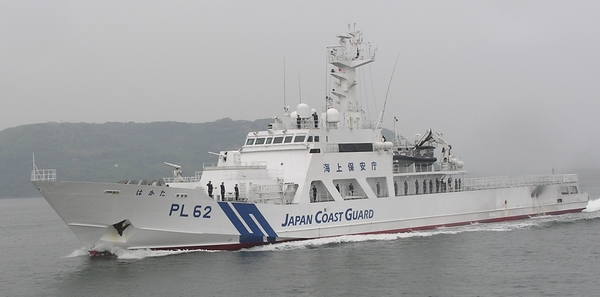
Un des 9 navires de la de 89 m. de long et armé d'un canon automatique de calibre 30 mm.

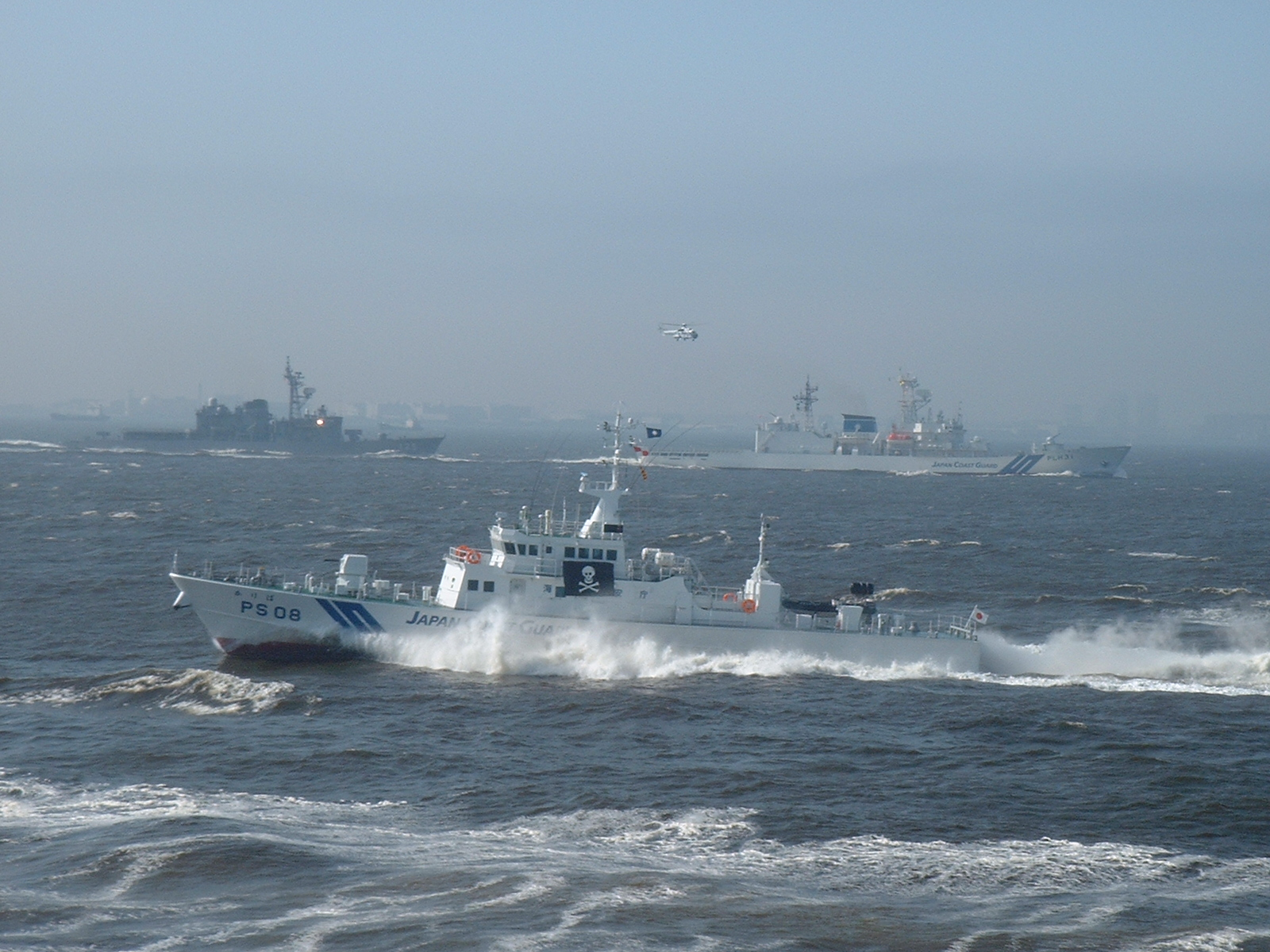
Exercices entre la garde côtière et la force maritime d’autodéfense en 2006. À l’arrière-plan, un destroyer et le Shikishima (PLH 31) qui, avec ses 150 m de long et ses 6500 t, est le plus grand des navires garde-côtes japonais. Un AS.322 Super Puma de la garde côtière est en vol derrière d'eux. En premier plan, le PS 08 Kariba (ex-Kuratnu) de la classe Mihashi, de 46 m de long déplaçant 180 t, joue avec son pavillon de pirates le rôle de plastron.

Il s'agit de l'une des plus importantes agences de garde-côtes du monde. Disposant au 1er avril 2009 de 12 504 personnels, de 455 bateaux, 46 hélicoptères (deux AS332 et 13 H225 Super Puma reçu ou en commande en avril 2020) et de 27 avions (6 Dassault Falcon 2000 MRA en cours de réception depuis 2019, et opère un premier drone MQ-9B SeaGuardian depuis le 19 octobre 2022 depuis la JMSDF Hachinohe Air Base (en).), elle supplée la Force maritime d'autodéfense japonaise en ce qui concerne la protection du littoral, le secours en mer, la police des mers et la lutte contre les navires-espions.
Le recours à des unités de police maritime ou bateaux blancs (car leur coque est blanche, par opposition aux bâtiments gris de la marine de guerre) évite de militariser un éventuel conflit territorial qui pourrait prendre autrement des proportions politiques trop fortes.

« L'objectif du Japon est de montrer comment une composante de garde-côtes, effectuant ses activités de police maritime sans recours excessif à la force et disposant d'armements légers, peut remplir une fonction sécuritaire précise tout en restant ouverte à toute coopération. »

— Marianne Péron-Doise. Chercheur Asie du Nord (Japon- Corée) à l’Institut de recherche stratégique de l'École militaire.
Son tonnage en 2005 était de 145 000 tonnes, soit alors 60 % de celui de la flotte de surface de la marine chinoise et surpassant celui de l'ensemble de la marine italienne.
En février 2021, confrontée à l'expansion considérable de la Garde côtière chinoise, qui à cette date possède plus de 130 grands patrouilleurs de 1 000 tonnes, elle dispose de 63 grands patrouilleurs de plus de 1 000 tonnes et prévoit d'acquérir 12 grands patrouilleurs supplémentaires d'ici 2023, ce qui portera sa flotte à 75.
En septembre 2024, elle annonce budgéter un navire de patrouille polyvalent (Multi-Purpose Patrol Vessel ou MPPV) de 199 m de long et 30 000 t pour 68 milliards de yens (460 millions d'euros) devant entrer en service en 2029. Il sera la plus grand navire garde-côtes au monde devant les deux navires chinois de la classe Zhaotou.